# Kościół Pokoju w Jaworze
Kościół Pokoju w Jaworze – zabytkowy drewniany kościół ewangelicki o konstrukcji szachulcowej, usytuowany w mieście Jawor, jest zabytkowym budynkiem sakralnym wybudowanym na mocy porozumień pokoju westfalskiego zawartego w 1648 i kończącego wojnę trzydziestoletnią.

## Historia i wystrój
Został wybudowany w latach 1654–1655 według projektu Albrechta von Säbischa z zastosowaniem konstrukcji ryglowej. W wyniku pokoju westfalskiego ludność ewangelicka śląskich księstw dziedzicznych zależnych od katolickiego cesarza Habsburga utraciła prawie wszystkie swoje świątynie. W wyniku interwencji szwedzkiej dyplomacji ewangelicy uzyskali zgodę na budowę trzech kościołów. Budowla powstała z materiałów nietrwałych: drewna, słomy i gliny. Na uwagę zasługuje barokowe wyposażenie wnętrza: ołtarz, ambona i chrzcielnica. Po stronie północnej i południowej wzniesiono po cztery kondygnacje empor, których parapety zdobią obrazy ilustrujące Stary i Nowy Testament oraz pejzaże z zamkami i tarcze heraldyczne. Wszystkie elementy konstrukcyjne pokrywają polichromie o motywach fantazyjnie zwiniętych wici roślinnych. Ten obiekt wyróżnia się na tle historii sztuki europejskiej II połowy XVII w. ze względu na swą unikatowość i wysokie walory artystyczne. Jest jednym z trzech tzw. Kościołów Pokoju wybudowanych po wojnie trzydziestoletniej i jednym z dwóch zachowanych do dziś (drugi w Świdnicy).
Kościół Pokoju w Jaworze, razem z kościołem Pokoju w Świdnicy, są największymi barokowymi budynkami sakralnymi w Europie wzniesionymi w konstrukcji szkieletowej, które ze względu na techniczne skomplikowanie i wielkość, należy uznać za pionierskie i unikatowe. Kościół z racji dużego znaczenia dla kultury i dziedzictwa ludzkości, wpisano na Listę Światowego Dziedzictwa Kulturowego UNESCO.

## Jaworskie Koncerty Pokoju
Każdego roku od maja do września w Jaworze organizowane są Koncerty Pokoju. Odbywają się one w zabytkowych wnętrzach Kościoła Pokoju. Kameralna muzyka w wykonaniu artystów z Polski, Czech i Niemiec, oraz miejsce, gdzie koncerty się odbywają, stwarzają szczególny klimat oraz dostarczają niezapomnianych wrażeń. Łącznie w jaworskim zborze odbyło się już 67 koncertów, w tym 29 koncertów wykonanych przez artystów z zagranicy. Dotychczas występowali następujący artyści: Chór Poznańskie Słowiki pod dyr. Stefana Stuligrosza, Windsbacher Knabenchor, Chór Uniwersytetu Wrocławskiego "Gaudium", Kameralna Orkiestra "Leopoldinum", Orkiestra Amadeus pod dyrekcją Agnieszki Duczmal, Orkiestra Symfoniczna Filharmonii Sudeckiej, Spirituals Singers Band, Kwartet Wilanów, Camerata Cracovia, Zespół Folkowy "Sierra Manta", Brandenburgischer Kammerchor, Ledl Jazz Quintet i wielu innych.

## Organy
Pierwsze organy zbudowane zostały w 1663 r. przez legnickiego konstruktora Johanna Hofrichtera. Miały początkowo 26 głosów grających. W 1855 r. zastąpił je nowy instrument Adolpha Lummerta, również 26-głosowy. Był on później 2-krotnie przebudowywany przez firmę Schlag & Söhne ze Świdnicy: w 1899 r., kiedy dodano jeszcze jedną klawiaturę i pięć nowych głosów oraz w latach 1905-1906, a następnie remontowany w 1937 roku. Na chórze znajdują się pozostałości po pneumatycznym, trzymanuałowym stole gry Schlaga. W latach 2000–2005 instrument został zrekonstruowany do stanu z czasów Lummerta. Prace rekonstrukcyjne prowadziła firma Hermann Eule Orgelbau z Budziszyna oraz Ars organum Adama Olejnika. 
Dyspozycja instrumentu:
| Manuał I          | Manuał I          | Manuał II           | Pedał             |
| ----------------- | ----------------- | ------------------- | ----------------- |
| 1. Bourdon 16'    | 9. Superoctave 2' | 1. Principal 8'     | 1. Subbass 16'    |
| 2. Principal 8'   | 10. Quinte 2 2/3' | 2. Salicet 8'       | 2. Violon 16'     |
| 3. Gambe 8'       | 11. Cornet 3 fach | 3. Portunalflöte 8' | 3. Principal 16'  |
| 4. Doppelflöte 8' | 12. Mixtur 4 fach | 4. Octave 4'        | 4. Untersatz 32'  |
| 5. Trompete 8'    |                   | 5. Portunalflöte 4' | 5. Posaune 16'    |
| 6. Gemshorn 8'    |                   | 6. Nasard 2 2/3'    | 6. Trompete 8'    |
| 7. Doppelflöte 4' |                   | 7. Superoctave 2'   | 7. Octavbass 8'   |
| 8. Octave 4'      |                   |                     | 8. Doppelflöte 8' |

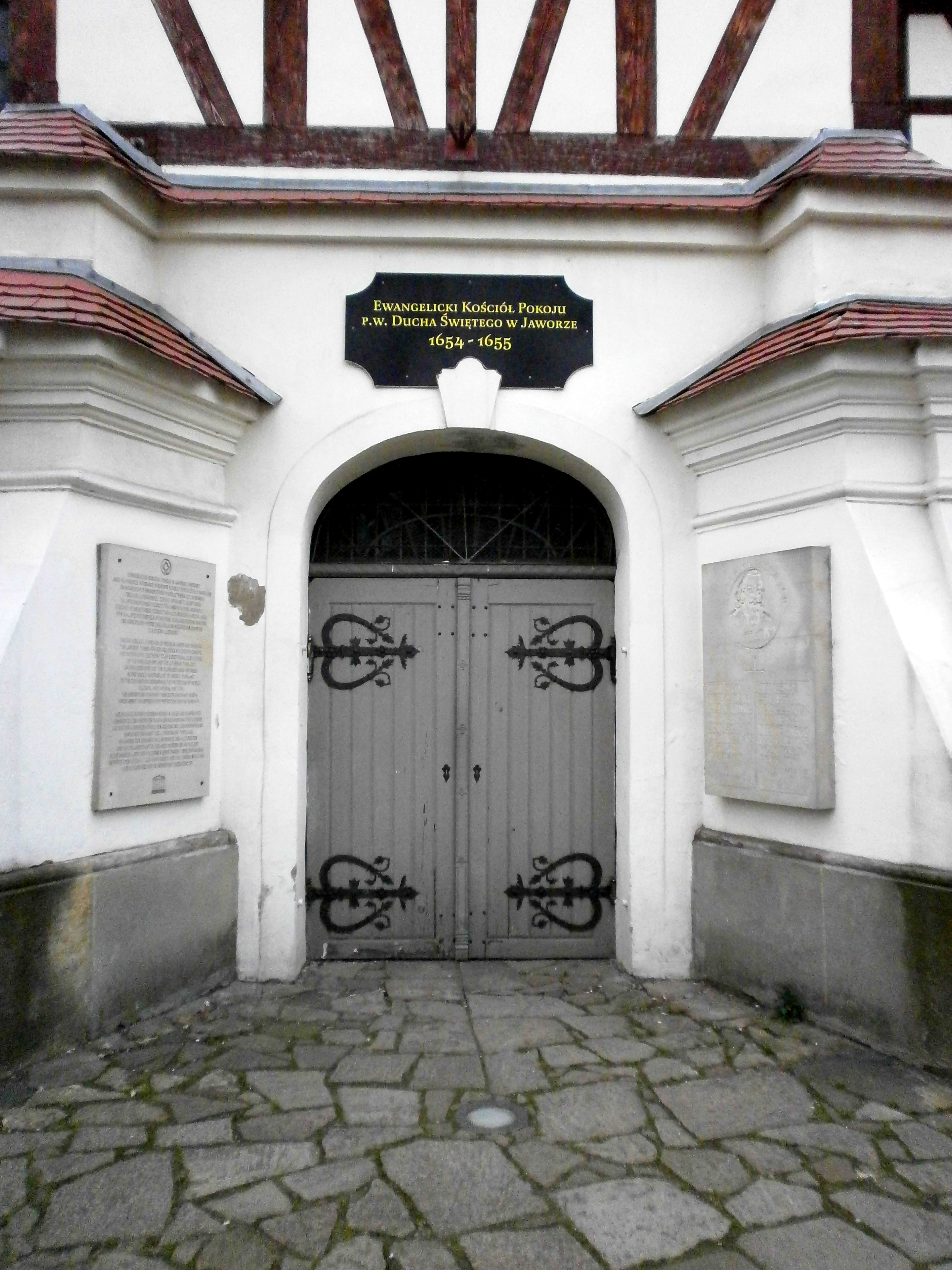
Wejście
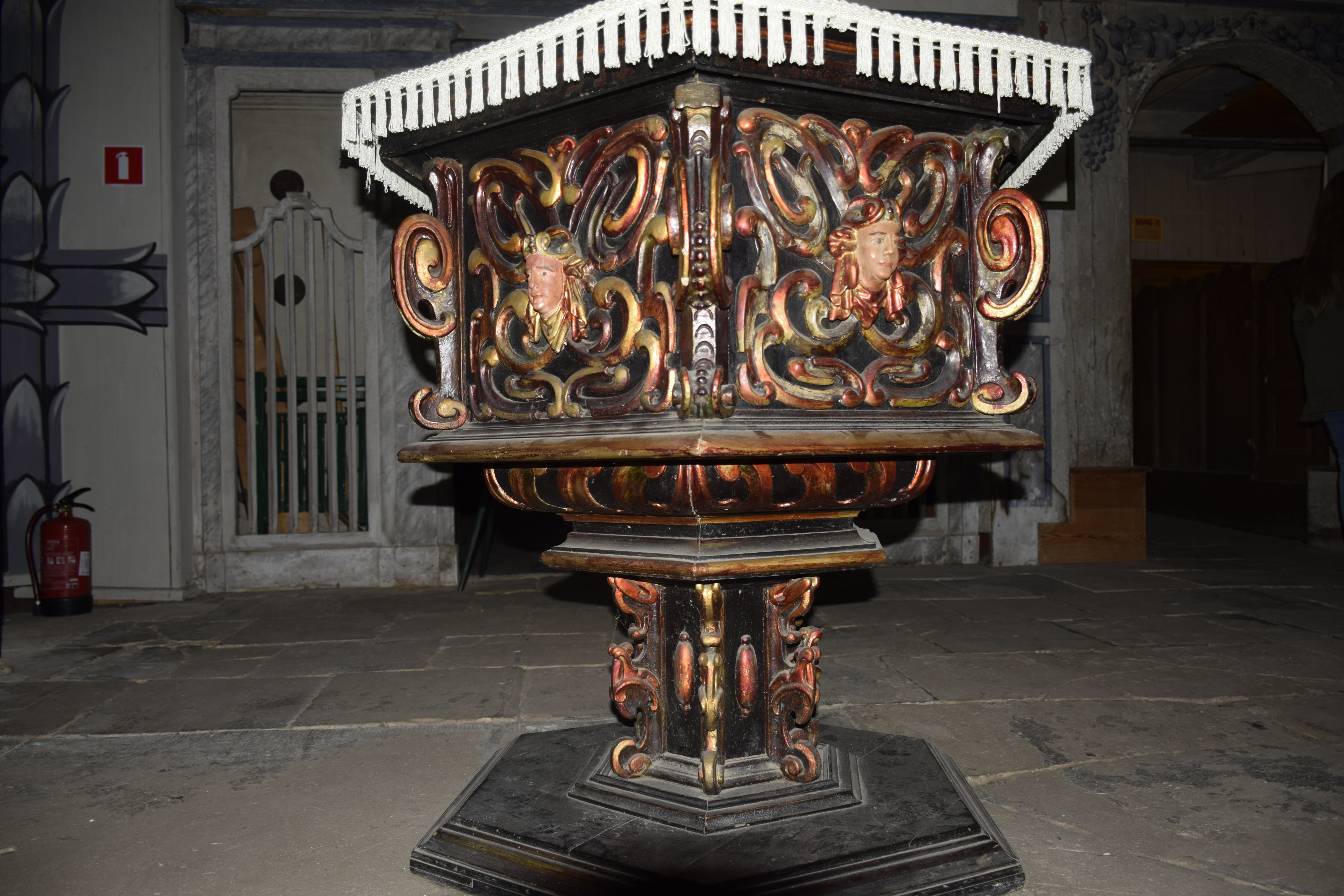
Chrzcielnica
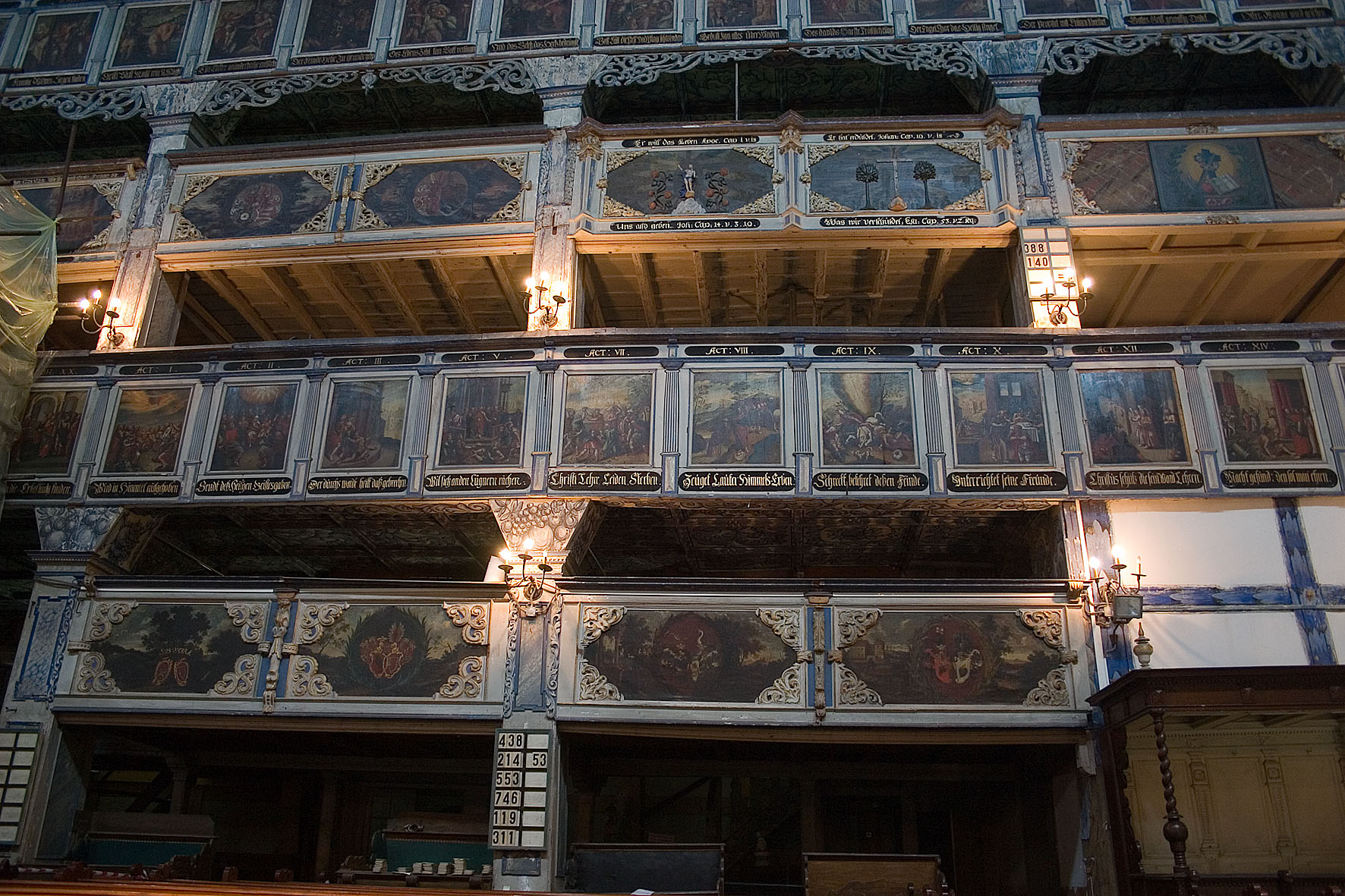
Empory ozdobione obrazami
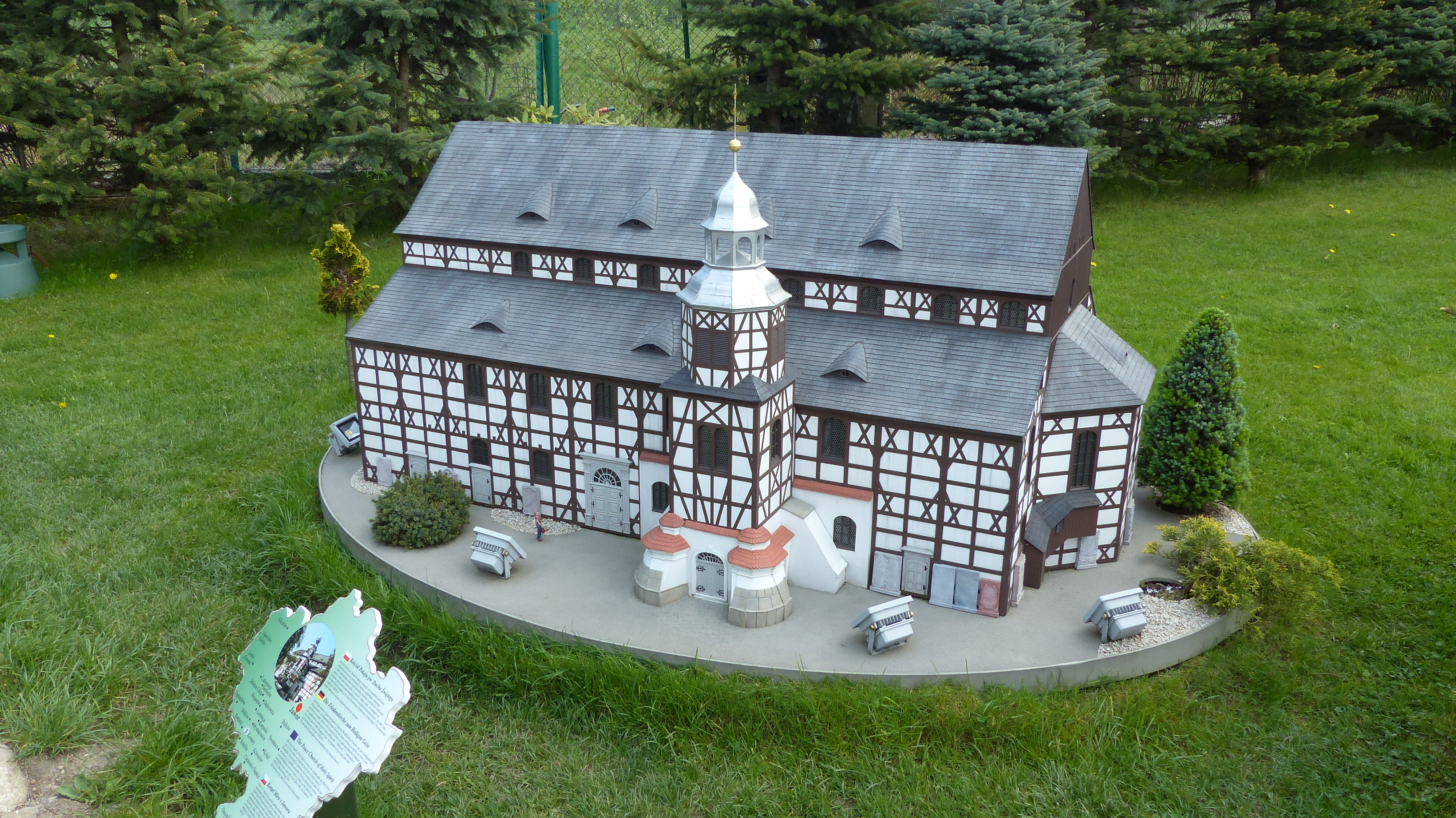
Miniatura w Parku Miniatur
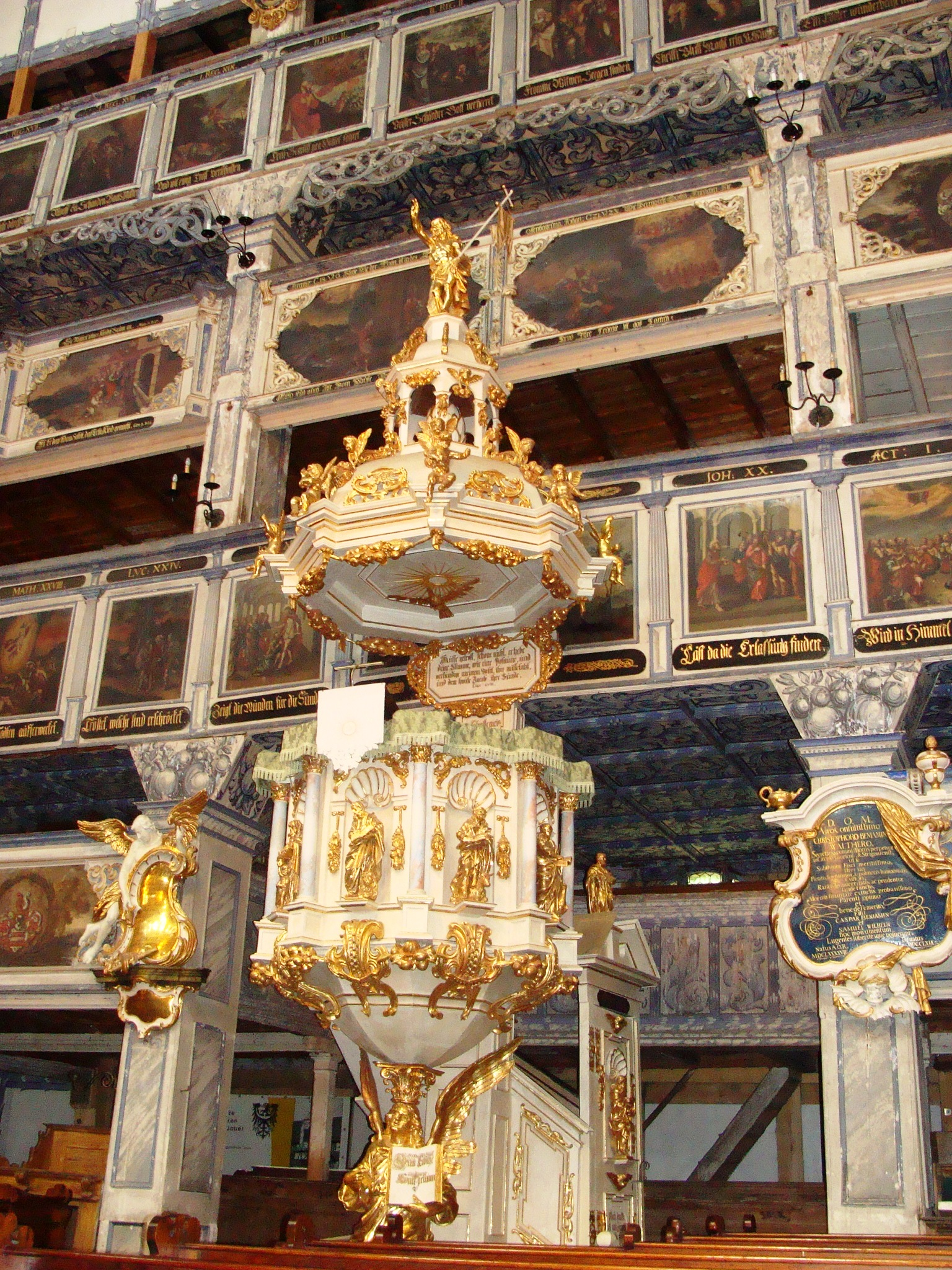
Ambona
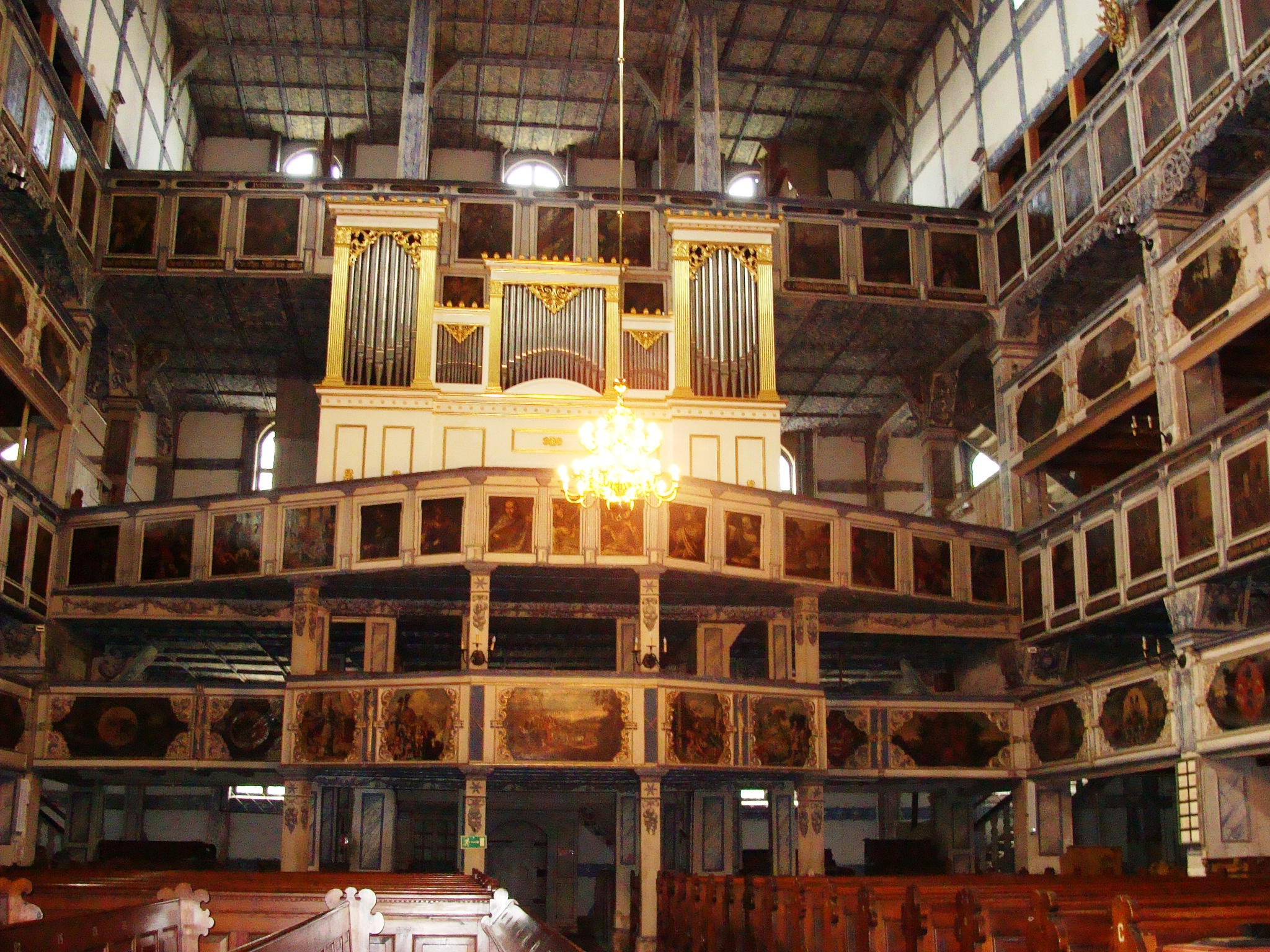
Organy
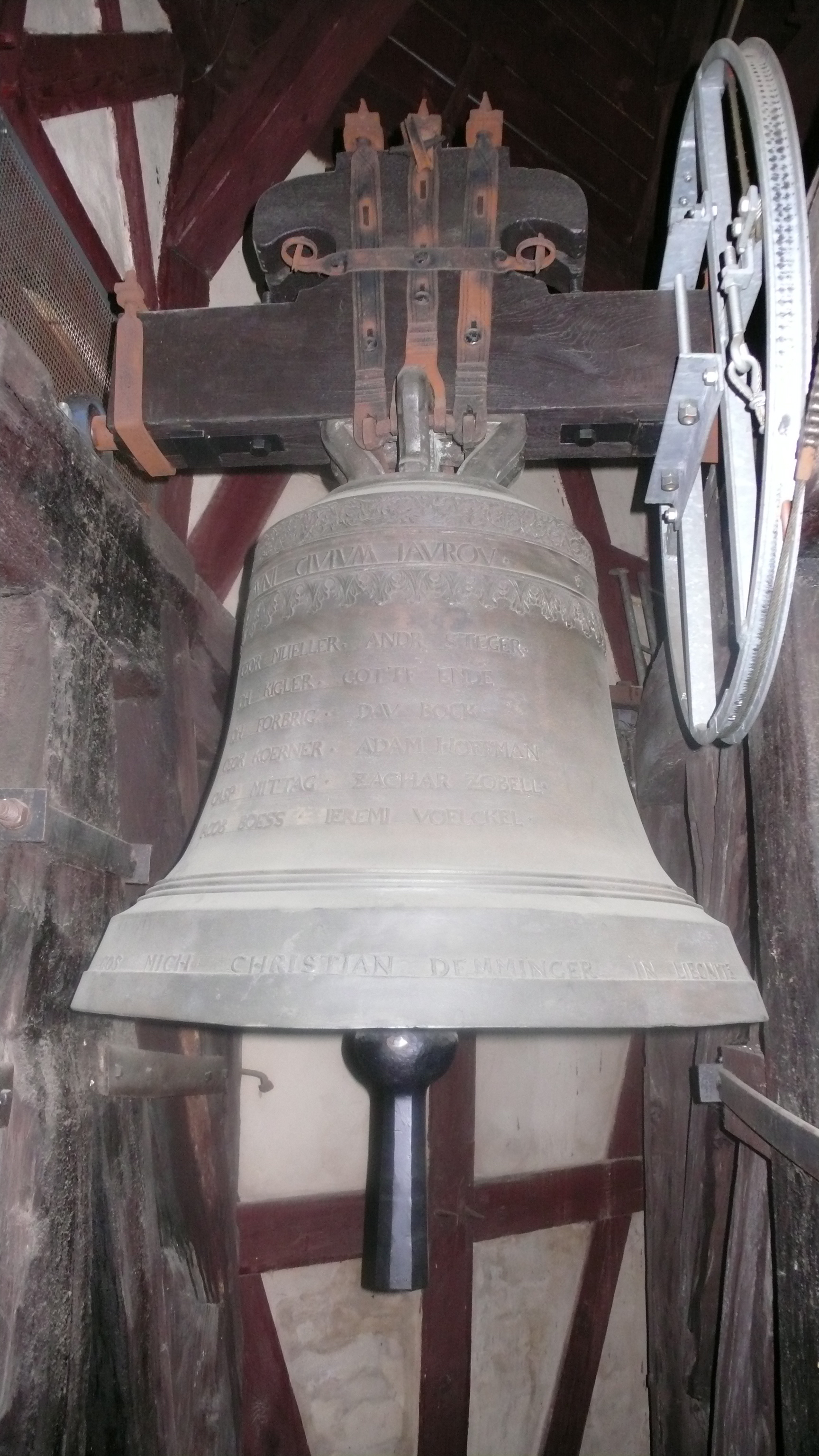
Jeden z dzwonów
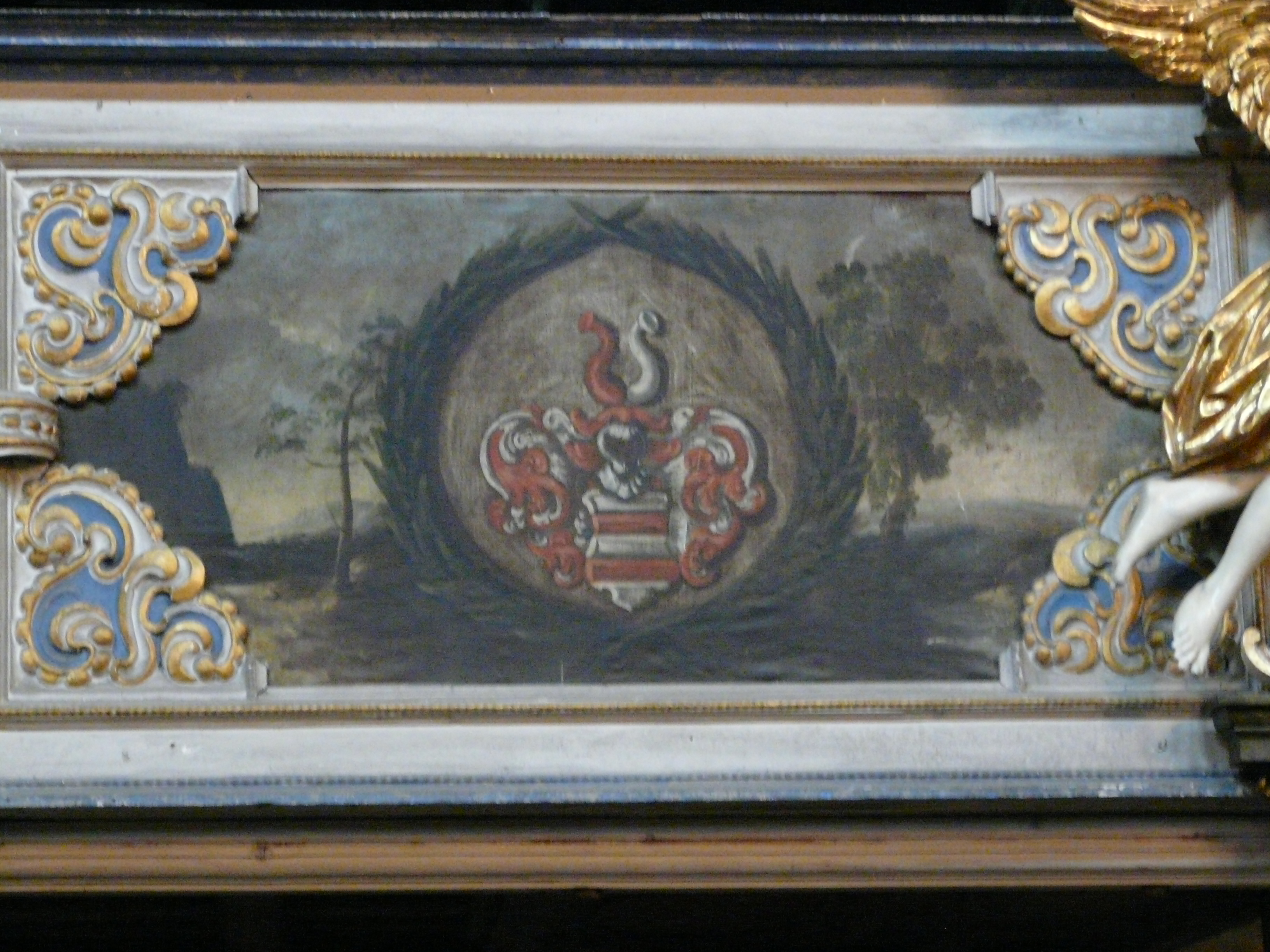
Loża rodziny v. Reibnitz
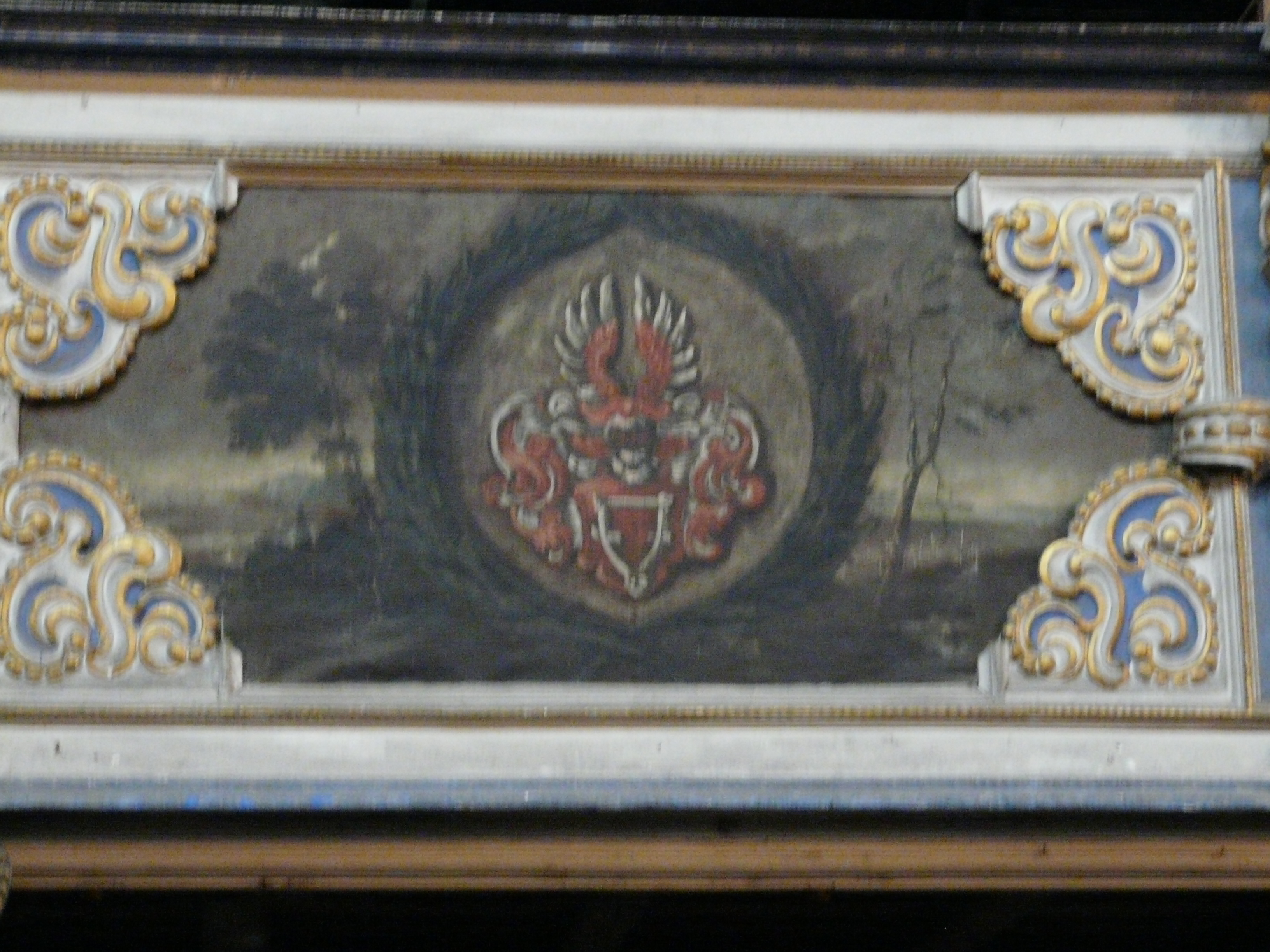
Loża rodziny von Zedlitz
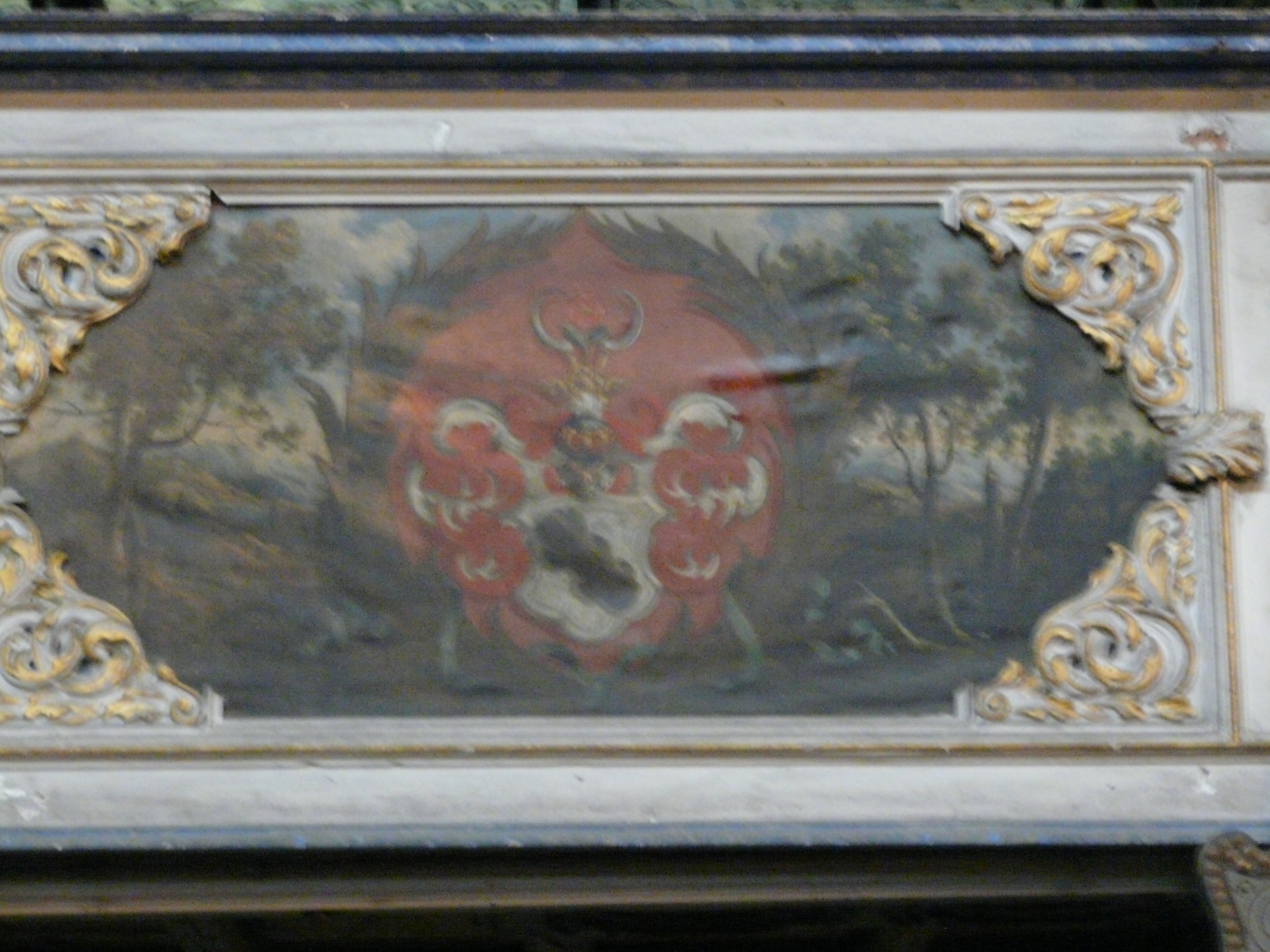
Loża rodziny von Hocke
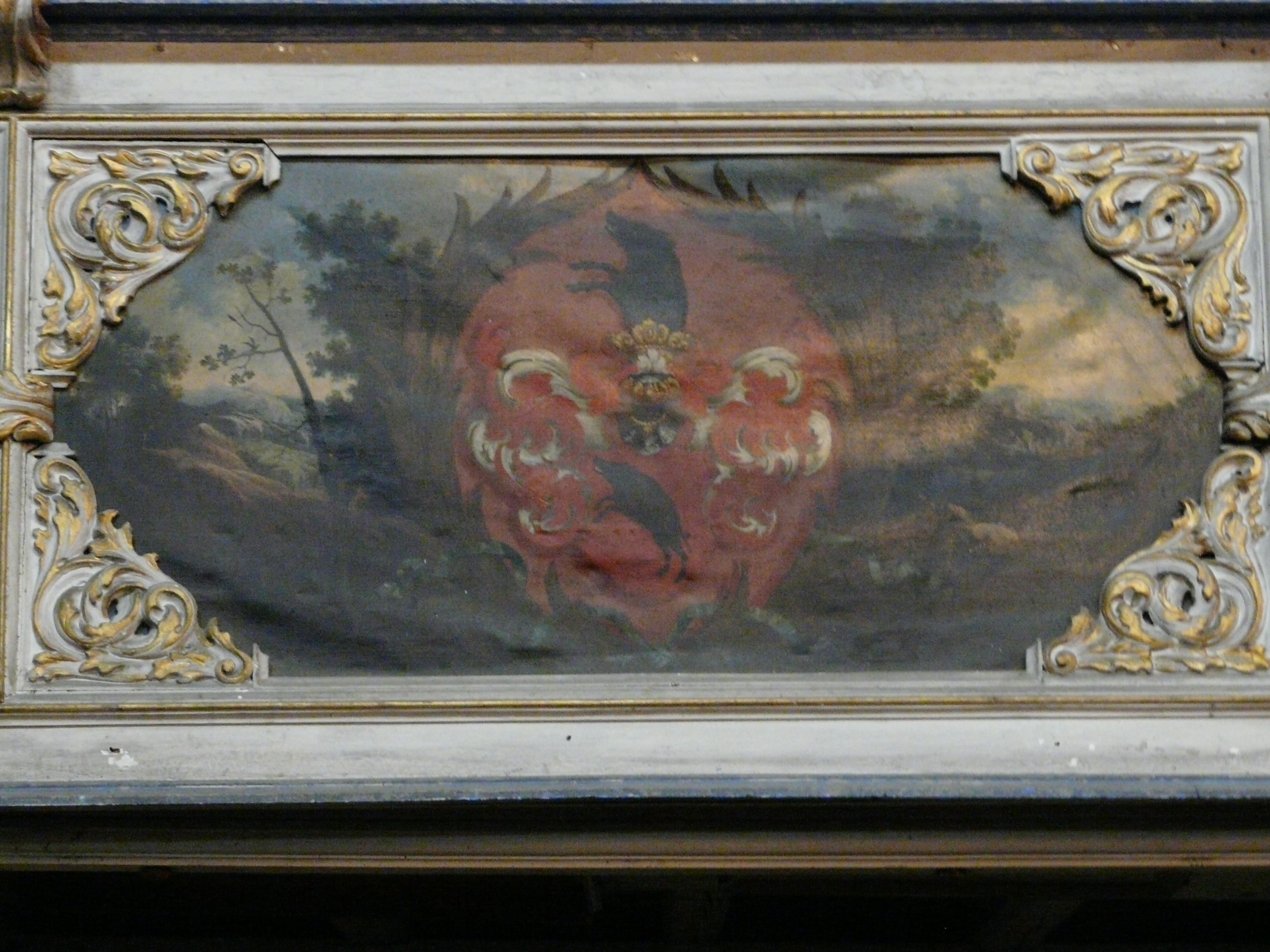
Loża von Schweinichen
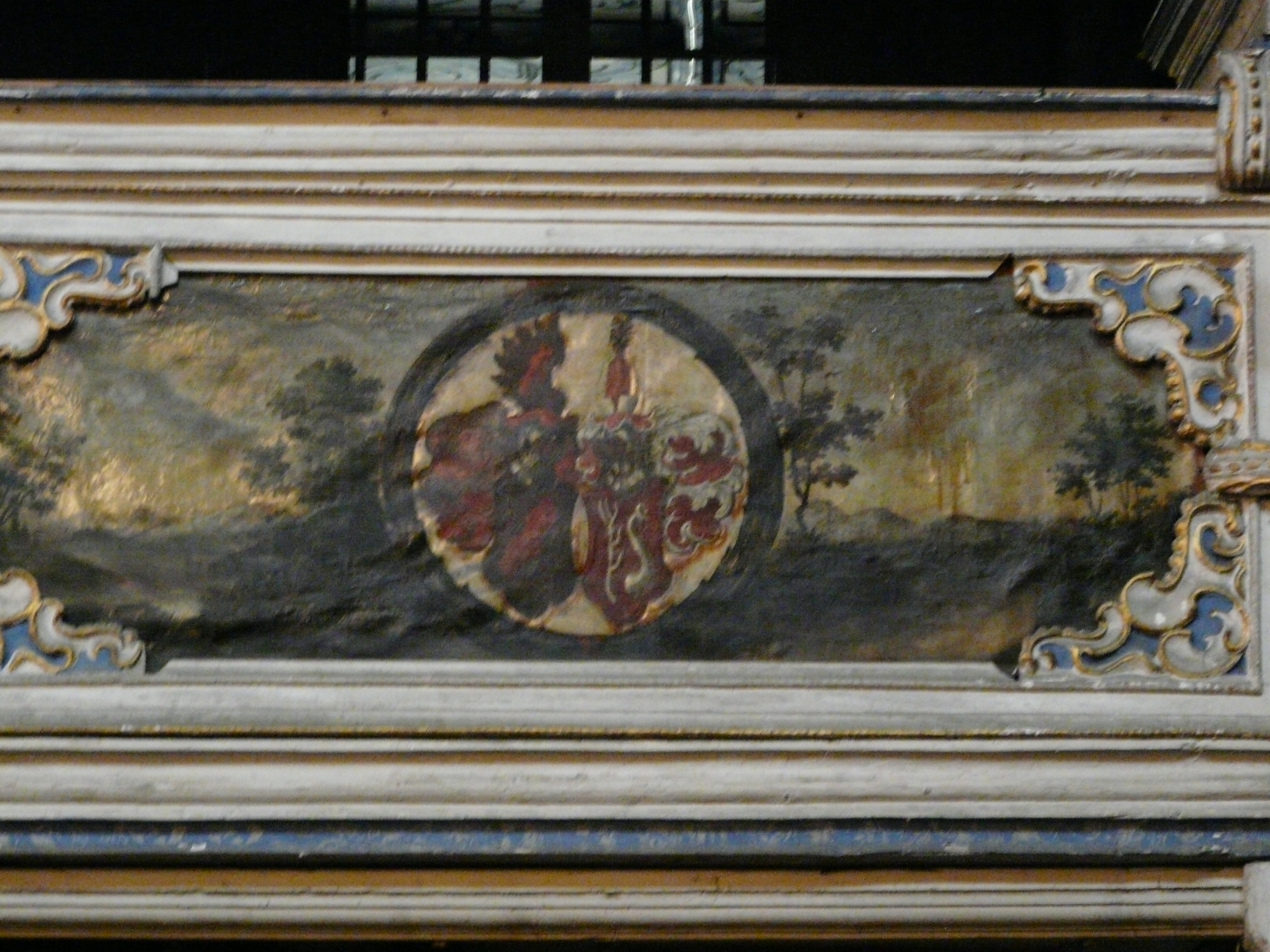
Loża z herb Seherr von Thoss (L) i Luck (P)
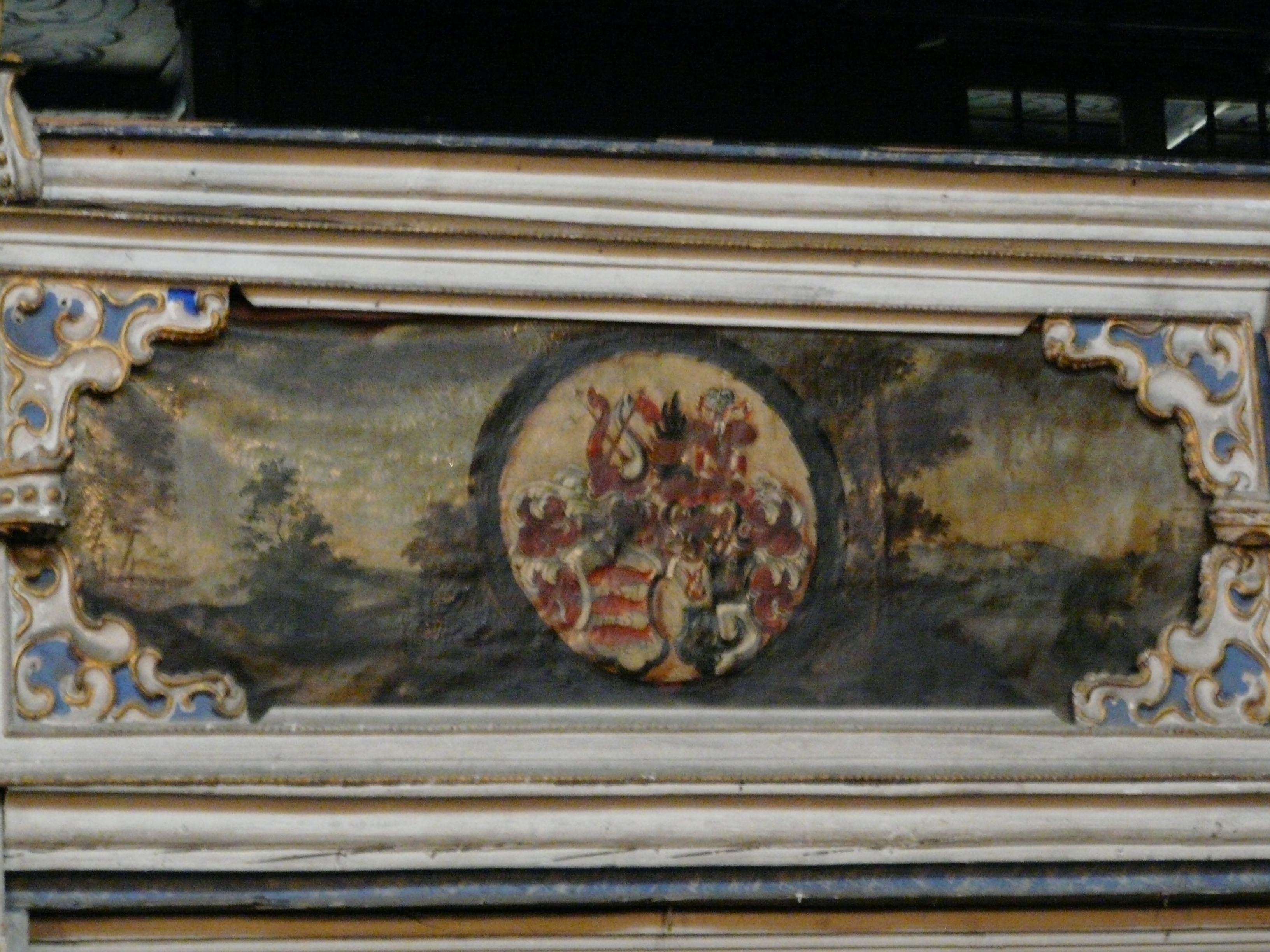
Loża von Seidlitz (L)
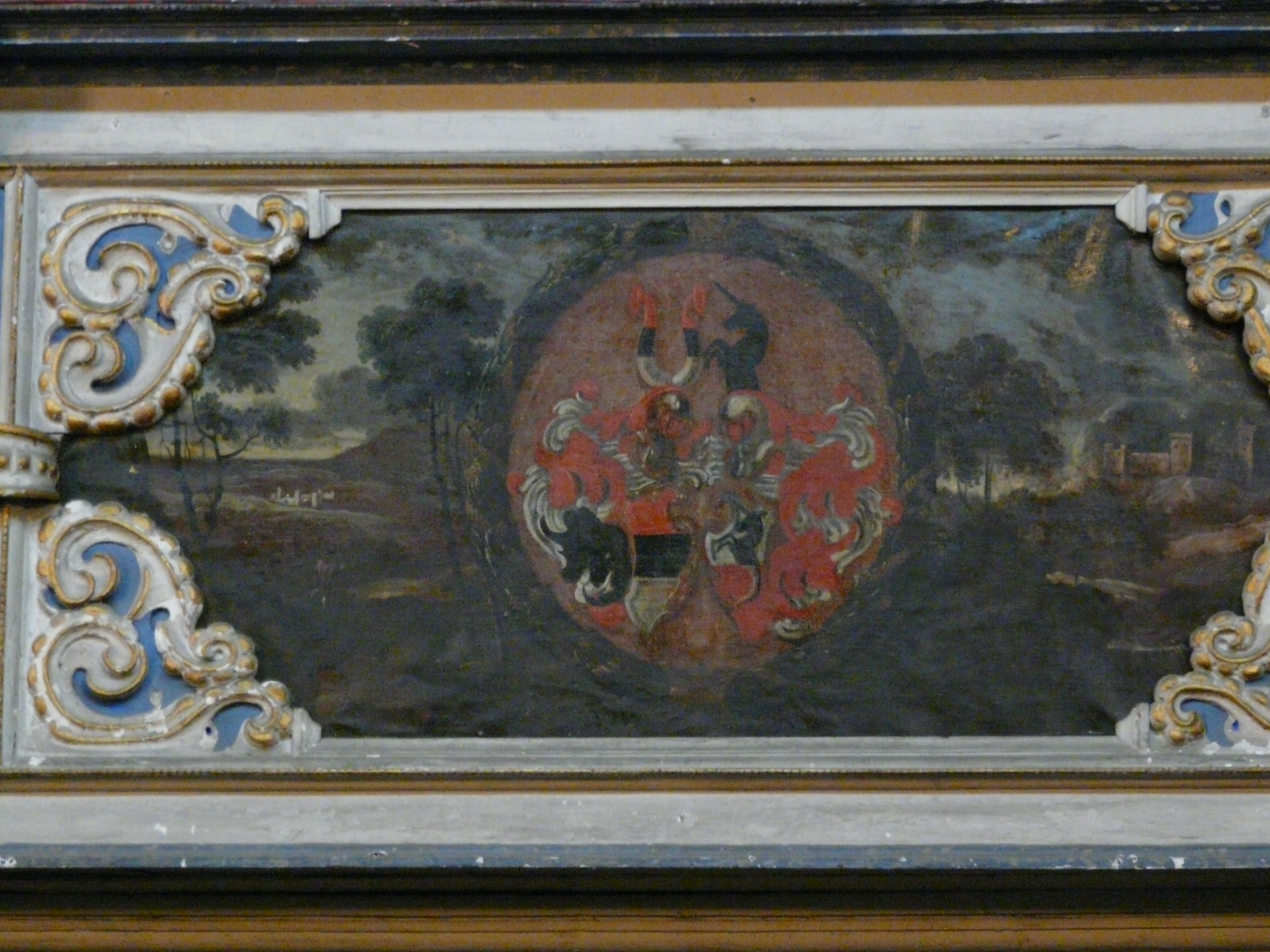
Loża Schweinitz (L) Nimptsch (P)
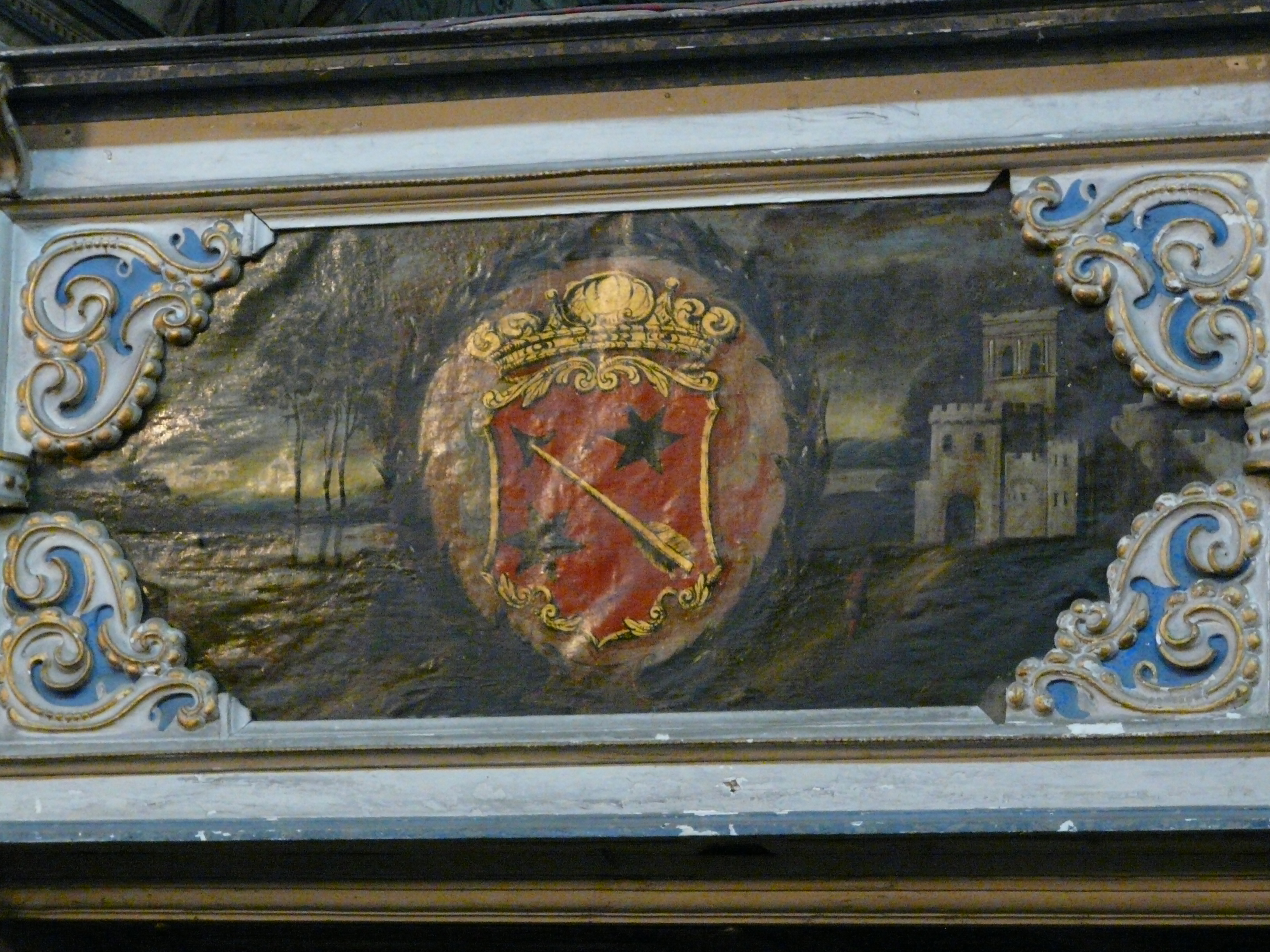
Loża z herbem Promnicz
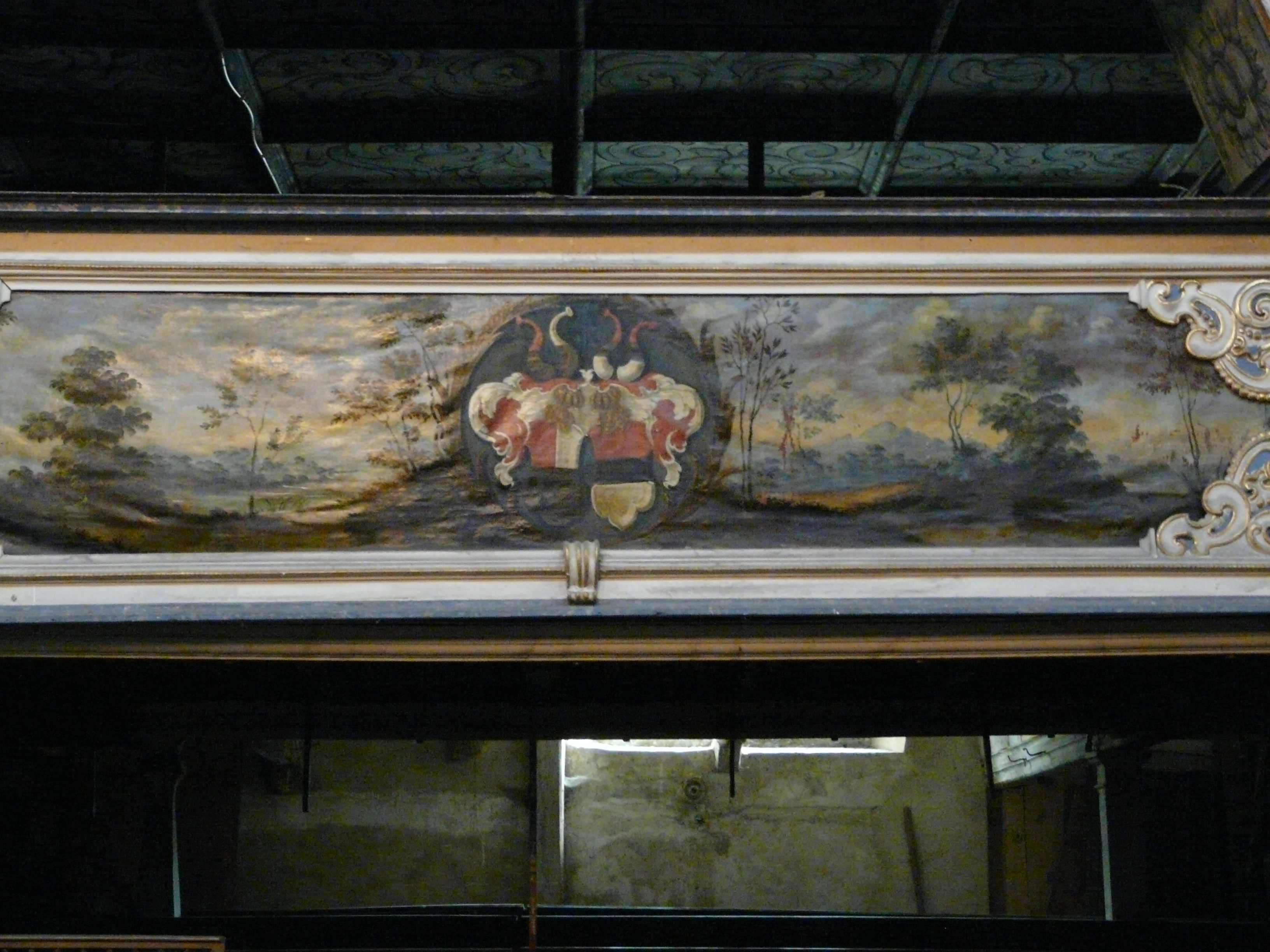
Loża Pannwitz (L) Schweinitz (P)
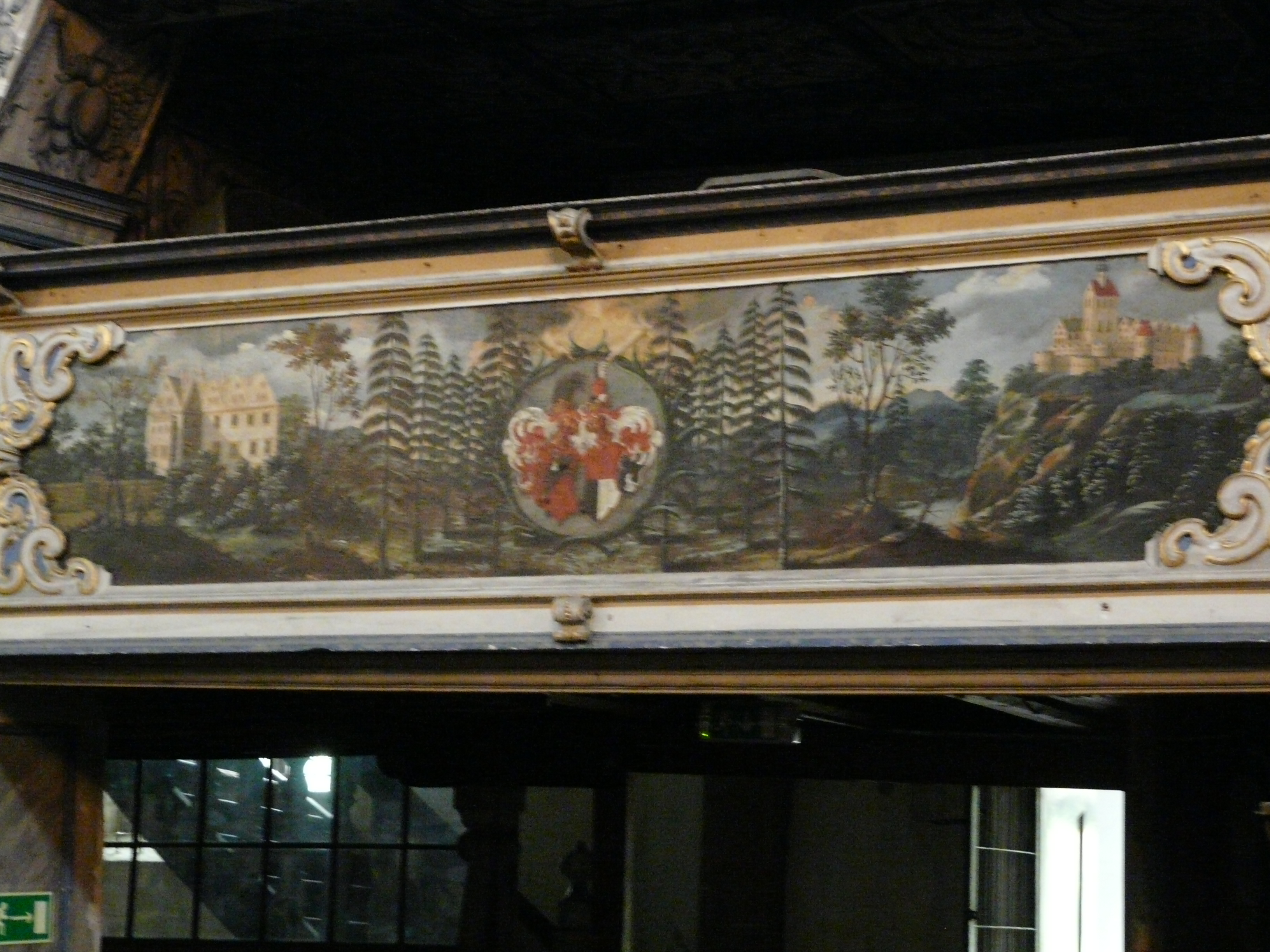
Loża Schweinichen (L) Pannwitz (P)
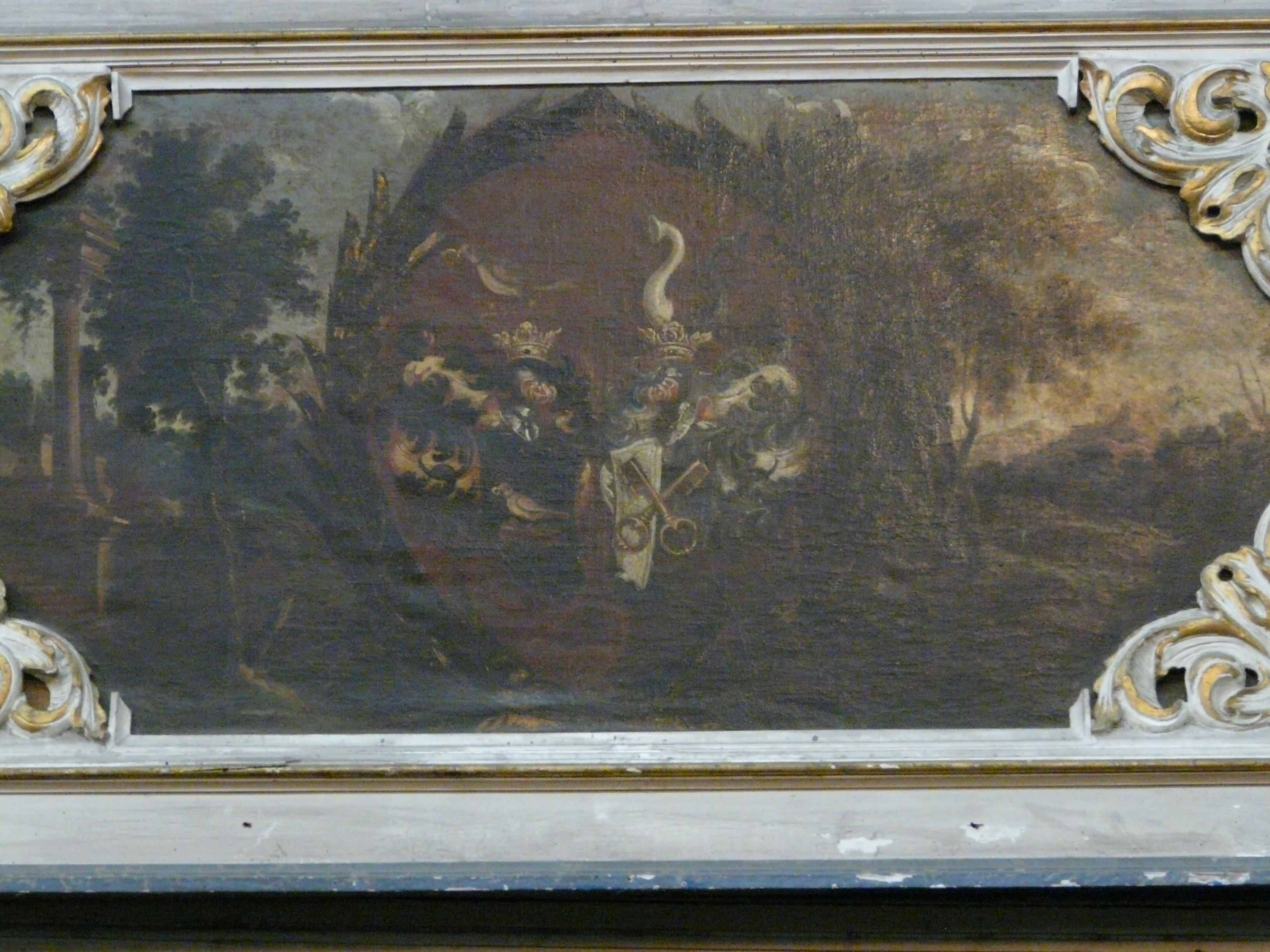
Loża von Üchtritz (P)
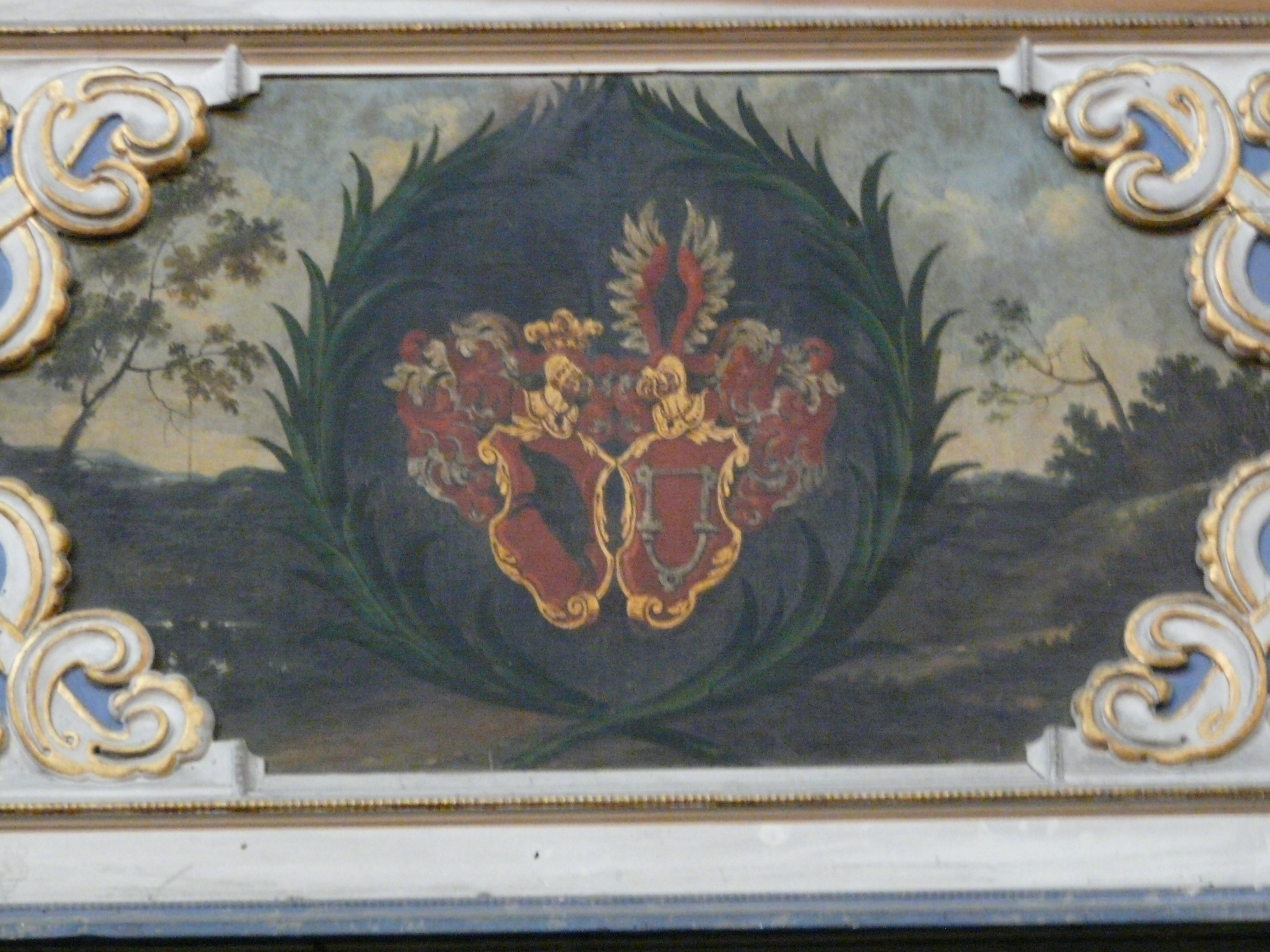
Loża Schweinichen (L) Zedlitz (P)
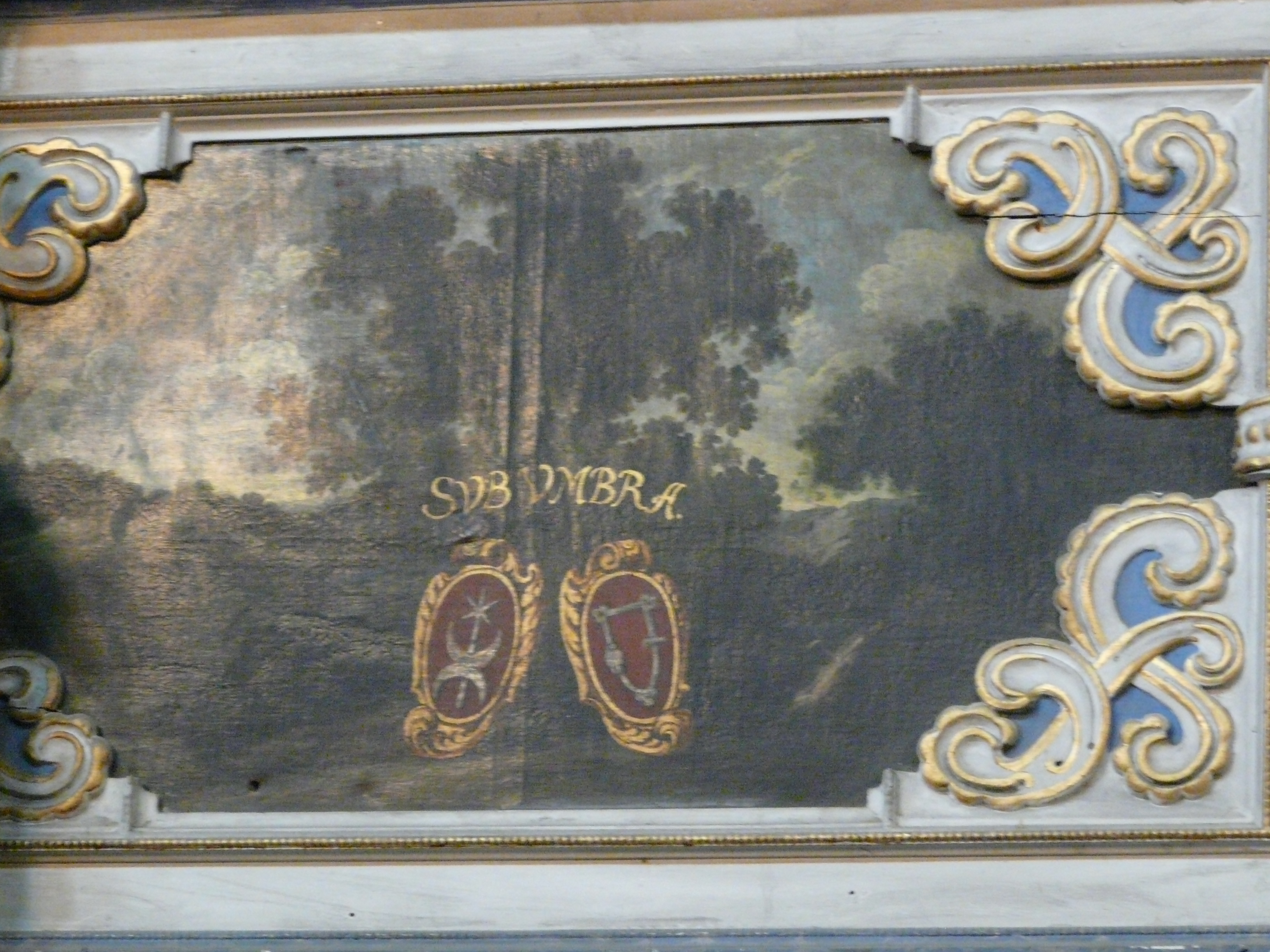
Loża von Zedlitz (P)